# Aérodrome de Sodankylä
L'aérodrome de Sodankylä ( (en finnois : Sodankylän lentokenttä) ; code IATA : SOT • code OACI : EFSO) est un aérodrome à Sodankylä, Laponie, Finlande, situé à 3 kilomètres au sud-est du centre de Sodankylä.
L'aérodrome est construit au début des années 1940, initialement comme aérodrome d'escale pour les vols vers Petsamo. Une piste de 1100 mètres en gravier est construite en 1971. La chaussée en asphalte et le terminal sont achevés en 1989, et il a des vols réguliers de 1989 à 1996. Il était prévu de construire une nouvelle piste plus longue pour permettre des vols charters directs au début des années 2000. L'aéroport de Sodankylä est transformé en aérodrome non contrôlé le 1er juillet 2010. Aujourd'hui, l'aérodrome sert d'aérodrome d'aviation générale.